# Sprachtest
Ein Sprachtest ist eine Feststellung der aktiven und passiven Sprachkompetenz von Personen. Die Durchführung und die Auswertung der Ergebnisse variieren je nach Anwendungsgebiet.

## Anwendungsgebiet Medizin
In der Medizin führt man bei Kleinkindern einen Sprachtest durch, um eventuell vorhandene Entwicklungsstörungen zu diagnostizieren. Häufig verwendet man zu diesem Zweck auch eine sogenannte kombinierte Visus- und Sprachprüftafel. Sie vereint die Diagnose von Sehfehlern und Sprachstörungen miteinander und besteht aus in der Größe unterschiedlichen Bildern von alltäglichen Gegenständen. Das Kleinkind muss nun den Begriff, dessen Bild auf der Tafel zu sehen ist, nennen. So kann man Sehfehler (z. B. durch falsches Erkennen des Bildes) und Sprachfehler (durch falsche Aussprache des Begriffes) diagnostizieren.

## Anwendungsgebiet Immigration
Der Sprachtest im Anwendungsgebiet Immigration dient in Deutschland zur Überprüfung der Sprachkenntnisse von Personen, die im Rahmen von Aufenthaltsgenehmigungen oder Einbürgerungsverfahren einen Nachweis ihrer Deutschkenntnisse erbringen müssen. Rechtsgrundlage hierfür ist § 43 des Aufenthaltsgesetzes (AufenthG), der die Integrationspflicht für Migrantinnen und Migranten festlegt, einschließlich der Teilnahme an einem Integrationskurs, der aus einem Sprachkurs und einem Orientierungskurs besteht. Für den Erhalt einer Niederlassungserlaubnis (§ 9 AufenthG) oder die Einbürgerung (§ 10 Staatsangehörigkeitsgesetz, StAG) ist in der Regel ein Nachweis über Sprachkenntnisse auf dem Niveau A2, bzw. B1 des Gemeinsamen Europäischen Referenzrahmens für Sprachen (GER) erforderlich. Darüber hinaus fordert § 44a AufenthG unter bestimmten Voraussetzungen die verpflichtende Teilnahme an einem Sprachtest, um einen dauerhaften Aufenthalt zu ermöglichen. Der Sprachtest für eine Niederlassungserlaubnis kann im Rahmen des Deutsch-Tests für Zuwanderer erbracht werden.
Es erschwert vielen Testteilnehmern das Bestehen des Tests, wenn sie in ihrer Jugend keinen oder unregelmäßigen Schulbesuch hatten. Für Analphabeten ist das Bestehen des Tests nicht möglich.
Viele türkische Eltern erschweren oder verbieten ihren Töchtern den Schulbesuch – auch deshalb, weil sie deren Arbeitskraft im Haus oder auf dem Feld brauchen. Wenn eine türkische Frau nach Deutschland heiratet, muss sie erwachsen sein und über 'geringe Sprachkenntnisse' verfügen.
Rheinland-Pfalz war (Stand Oktober 2013) das erste Bundesland, das einen Sprachtest für einwandernde Ärzte forderte, bevor es eine Arbeitserlaubnis erteilt. Inzwischen setzt die Berufserlaubnis bzw. Approbation bundesweit allgemeine Deutschkenntnisse mindestens auf dem Niveau B2 sowie darüber hinaus in den meisten Bundesländern Fachsprachprüfung für ausländische Ärzte Fachsprachkenntnisse auf dem Niveau C1 voraus.

## International bedeutende Sprachtests
- Test of English as a Foreign Language (TOEFL) wird von englischsprachigen Universitäten verlangt (Amerikanisches Englisch)
- International English Language Testing System (IELTS) ermittelt die Fähigkeiten bezüglich Britischem Englisch
- Über das DELF-DALF-Programm werden die Kenntnisse des Französischen geprüft und der Zugang zu frankophonen Universitäten gestattet.
- Das Pendant der spanischen Sprache dazu heißt DELE.
- Die „Prüfung des Chinesisch-Niveaus“ (HSK) ist ein Hochschulzugangstest.
- In Deutschland nennt sich die Prüfung Deutsche Sprachprüfung für den Hochschulzugang (DSH).
- Für die Portugiesische Sprache gibt es den brasilianischen CELPE-Bras-Sprachtest.
- UNIcert ist ein System der Fremdsprachenausbildung mit Integration von fachspezifischen Kenntnissen (z. B. Medizin, Rechtswissenschaften, Wirtschaftswissenschaften) europäischer Hochschulen, das abschließende Test auf verschiedenen Niveaus bietet.